# Веб-программирование
Веб-программирование — раздел программирования, ориентированный на разработку веб-приложений (программ, обеспечивающих функционирование динамических сайтов Всемирной паутины).
Языки веб-программирования — это языки, которые в основном предназначены для работы с веб-технологиями. Языки веб-программирования можно условно разделить на две пересекающиеся группы: клиентские и серверные.

## Клиентские языки
Как следует из названия, программы на клиентских языках обрабатываются на стороне пользователя, как правило, их выполняет браузер. Это и создает главную проблему клиентских языков — результат выполнения программы (скрипта) зависит от браузера пользователя. То есть, если пользователь запретил выполнять клиентские программы, то они исполняться не будут, как бы ни желал этого программист. Кроме того, может произойти такое, что в разных браузерах или в разных версиях одного и того же браузера один и тот же скрипт будет выполняться по-разному. С другой стороны, если программист возлагает надежды на серверные программы, то он может упростить их работу и снизить нагрузку на сервер за счет программ, исполняемых на стороне клиента, поскольку они не всегда требуют перезагрузку (генерацию) страницы.

## Серверные языки
Когда пользователь дает запрос на какую-либо страницу (переходит на неё по ссылке или вводит адрес в адресной строке своего браузера), то вызванная страница сначала обрабатывается на сервере, то есть выполняются все программы, связанные со страницей, и только потом возвращается к посетителю по сети в виде файла. Этот файл может иметь расширения HTML, PHP, ASP, ASPX, Perl, SSI, XML, DHTML, XHTML.
Работа программ уже полностью зависима от сервера, на котором расположен сайт, и от того, какая версия того или иного языка поддерживается. Важной стороной работы серверных языков является возможность организации непосредственного взаимодействия с системой управления базами данных (или СУБД) — сервером базы данных, в которой упорядоченно хранится информация, которая может быть вызвана в любой момент.

## Фреймворки
См. Веб-фреймворк.

### Шаблоны программирования
- Post/Redirect/Get
- Model-View-Controller